# Szertorna a 2011-es nyári universiadén
A 2011. évi nyári universiadén szertornában tizennégy versenyszámban osztottak érmeket. A versenyeket 2011. augusztus 13. és 16. között rendezték.

## A versenyszámok időrendje
A verseny eseményei helyi idő szerint:
| - augusztus 13., kedd - 14:30 – női selejtező és csapatverseny - augusztus 14., szerda - 10:00 – férfi selejtező és csapatverseny - augusztus 15., csütörtök - 15:00 – női egyéni összetett döntő - 19:00 – férfi egyéni összetett döntő | - augusztus 16., péntek - szerenkénti döntők • 16:00 – férfi talaj • 16:33 – női ugrás és lólengés • 17:06 – gyűrű és felemás korlát • 18:30 – gerenda és férfi ugrás • 19:03 – női talaj és korlát • 19:36 – nyújtó |

## A versenyen részt vevő országok
Zárójelben a sportolók száma!
| - Ausztrália (5) - Ausztria (1) - Belgium (3) - Brazília (4) - Chile (1) - Ciprus (3) - Csehország (2) - Dánia (2) - Dél-afrikai Köztársaság (3) - Dél-Korea (10) - Egyesült Királyság (8) - Finnország (7) - Franciaország (6) - Grúzia (1) | - Hongkong (2) - Horvátország (3) - Irán (5) - Japán (10) - Kanada (4) - Kazahsztán (5) - Kína (8) - Kínai Köztársaság (6) - Lengyelország (7) - Litvánia (2) - Magyarország (5) - Malajzia (2) - Mexikó (4) - Mongólia (1) | - Namíbia (1) - Norvégia (5) - Oroszország (10) - Portugália (4) - Románia (6) - Spanyolország (4) - Svájc (5) - Szingapúr (4) - Szlovákia (1) - Szlovénia (11) - Új-Zéland (2) - Ukrajna (16) |

## Eredmények

### Éremtáblázat
| #        | nemzet            | arany | ezüst | bronz | összesen |
| -------- | ----------------- | ----- | ----- | ----- | -------- |
| 1        | Japán             | 4     | 5     | 3     | 12       |
| 2        | Kína              | 3     | 3     | 2     | 8        |
| 3        | Románia           | 2     | 1     | 2     | 5        |
| 4        | Ukrajna           | 1     | 2     | 1     | 4        |
| 5        | Oroszország       | 1     | 1     | 3     | 5        |
| 6        | Ausztrália        | 1     | 0     | 0     | 1        |
| 6        | Brazília          | 1     | 0     | 0     | 1        |
| 6        | Dél-Korea         | 1     | 0     | 0     | 1        |
| 9        | Kanada            | 0     | 1     | 1     | 2        |
| 10       | Belgium           | 0     | 1     | 0     | 1        |
| 10       | Franciaország     | 0     | 1     | 0     | 1        |
| 12       | Hongkong          | 0     | 0     | 1     | 1        |
| 12       | Kínai Köztársaság | 0     | 0     | 1     | 1        |
| Összesen | Összesen          | 14    | 15    | 14    | 43       |

### Éremszerzők
| versenyszám      | arany                                                                                                  | ezüst | bronz |
| férfiak          | férfiak                                                                                                | férfiak | férfiak |
| ---------------- | --- | --- | --- |
| csapat összetett | Japán · • Hodzso Jodai · • Isikava Hiroki · • Sedzsima Rjuzo · • Jamamoto Masajosi · • Jamamoto Soicsi | Kína · • Csen Hszüe-csang · • Cseng Zsan · • Liu Zsung-ping · • Vang Kuang-jin · • Jang Seng-cssao                     | Románia · • Cristian Bataga · • Marius Berbecar · • Ovidiu Buidoşo · • Vlad Cotuna · • Flavius Koczi                  |
| egyéni összetett | Mikola Kukszenkov · Ukrajna                                                                            | Jamamoto Soicsi · Japán                                                                                                | Nathan Gafuik · Kanada                                                                                                |
| talaj            | Flavius Koczi · Románia                                                                                | Sedzsima Rjuzo · Japán                                                                                                 | Jamamoto Soicsi · Japán                                                                                               |
| lólengés         | Prashanth Sellathurai · Ausztrália                                                                     | Donna-Donny Truyens · Belgium                                                                                          | Flavius Koczi · Románia                                                                                               |
| gyűrű            | Arthur Zanetti · Brazília                                                                              | Samir Ait Said · Franciaország                                                                                         | Csen Cse-ju Kínai Köztársaság                                                                                         |
| ugrás            | Flavius Koczi · Románia                                                                                | Nathan Gafuik · Kanada                                                                                                 | Cseng Zsan · Kína |
| korlát           | Vang Kuan-jin · Kína                                                                                   | Marius Berbecar · Románia · Liu Zsung-ping · Kína                                                                      | |
| nyújtó           | Csen Hszüe-csang · Kína                                                                                | Mikola Kukszenkov · Ukrajna                                                                                            | Isikava Hiroki · Japán                                                                                                |
| nők              | | | |
| csapat összetett | Japán · • Imanisi Juma · • Minobe Ju · • Mukumoto Keiko · • Osima Kjoko · • Jamagisi Mai               | Ukrajna · • Jana Demjancsuk · • Valentina Holenkova · • Marina Kosztjucsenko · • Anasztaszija Koval · • Angelina Kusla | Oroszország · • Julija Lohecsko · • Anna Mizdrikova · • Alena Poljan · • Irina Szazonova · • Jekatyerina Szkorodumova |
| egyéni összetett | Hsziao Kang-csün · Kína                                                                                | Jamagisi Mai · Japán                                                                                                   | Alena Poljan · Oroszország                                                                                            |
| ugrás            | Jo Hyunjoo · Dél-Korea                                                                                 | Anna Mizdrikova · Oroszország                                                                                          | Alena Poljan · Oroszország · Wong Hiu Ying Angel · Hongkong                                                           |
| felemás korlát   | Minobe Ju · Japán                                                                                      | Jamagisi Mai · Japán                                                                                                   | Angelina Kusla · Ukrajna                                                                                              |
| gerenda          | Minobe Ju · Japán                                                                                      | Kuan Ven-li · Kína | Jamagisi Mai · Japán                                                                                                  |
| talaj            | Alena Poljan · Oroszország                                                                             | Mukumoto Keiko · Japán                                                                                                 | Hsziao Kang-csün · Kína                                                                                               |

## Versenyszámok

### Férfiak

#### Csapat összetett
| #                 | csapat                    |        |        |        |        |        |        | össz.   |
| ----------------- | ------------------------- | ------ | ------ | ------ | ------ | ------ | ------ | ------- |
|                   | Japán                     | 45,100 | 42,800 | 43,750 | 47,600 | 45,600 | 44,350 | 269,200 |
| Jamamoto Masajosi | –                         | 14,500 | 14,750 | 15,650 | –      | 14,400 |        | 269,200 |
| Hodzso Jodai      | 14,900                    | –      | 14,250 | 15,300 | 15,050 | –      |        | 269,200 |
| Isikava Hiroki    | 14,00                     | 11,150 | –      | –      | 15,150 | 15,200 |        | 269,200 |
| Sedzsima Rjuzo    | 15,200                    | 13,700 | 14,600 | 15,900 | 15,100 | 14,350 |        | 269,200 |
| Jamamoto Soicsi   | 15,000                    | 14,600 | 14,400 | 16,050 | 15,350 | 14,750 |        | 269,200 |
|                   | Kína                      | 44,100 | 41,700 | 42,100 | 46,550 | 46,100 | 45,100 | 265,650 |
| Vang Kuang-jin    | –                         | 13,850 | –      | 14,700 | 16,100 | –      |        | 265,650 |
| Cseng Zsan        | 14,850                    | –      | 13,600 | 15,875 | –      | 14,700 |        | 265,650 |
| Csen Hszüe-csang  | 2,600                     | 13,550 | 13,850 | –      | 14,950 | 15,350 |        | 265,650 |
| Jang Seng-cssao   | 14,400                    | 12,650 | 14,400 | 15,550 | 14,400 | 0,000  |        | 265,650 |
| Liu Zsung-ping    | 14,850                    | 14,300 | 13,850 | 15,750 | 15,050 | 15,050 |        | 265,650 |
|                   | Románia                   | 44,400 | 41,100 | 42,850 | 48,450 | 44,550 | 43,300 | 264,650 |
| Vlad Cotuna       | 13,550                    | –      | 14,300 | –      | 14,750 | 14,800 |        | 264,650 |
| Cristian Bataga   | 14,850                    | 13,050 | 14,650 | 15,675 | –      | 13,850 |        | 264,650 |
| Ovidiu Buidoşo    | 14,250                    | 13,450 | 13,900 | 14,250 | 14,550 | 14,200 |        | 264,650 |
| Marius Berbecar   | –                         | 9,850  | –      | 15,675 | 15,250 | 14,300 |        | 264,650 |
| Flavius Koczi     | 15,300                    | 14,600 | 13,800 | 16,100 | 14,200 | –      |        | 264,650 |
| 4                 | Kanada                    | 44,300 | 41,200 | 41,700 | 46,550 | 43,400 | 44,600 | 261,750 |
| 4                 | Jackson Payne             | 14,800 | 12,800 | 13,950 | 15,000 | 14,100 | 14,700 | 261,750 |
| 4                 | Jayd Lukenchuk            | –      | 13,500 | 13,800 | –      | 14,150 | 14,300 | 261,750 |
| 4                 | Nathan Gafuik             | 14,900 | 14,000 | 13,950 | 16,075 | 15,100 | 15,550 | 261,750 |
| 4                 | Casey Sandy               | 14,600 | 13,700 | 13,400 | 15,450 | 14,150 | 14,350 | 261,750 |
| 5                 | Ukrajna                   | 44,200 | 39,000 | 41,950 | 47,650 | 44,650 | 43,850 | 261,300 |
| 5                 | Mikola Kukszenkov         | 14,700 | 13,250 | 14,200 | 15,600 | 14,550 | 14,950 | 261,300 |
| 5                 | Makszim Szemjankiv        | –      | 12,550 | 13,650 | –      | –      | 14,650 | 261,300 |
| 5                 | Olekszandr Jakubovszkij   | 14,800 | –      | –      | 16,050 | 12,700 | –      | 261,300 |
| 5                 | Petro Paknyuk             | 14,700 | 13,200 | 14,100 | 15,600 | 14,900 | 13,950 | 261,300 |
| 5                 | Oleg Vernyajev            | 13,200 | 12,300 | 13,550 | 15,700 | 15,200 | 14,250 | 261,300 |
| 6                 | Franciaország             | 43,750 | 40,000 | 43,600 | 48,050 | 42,700 | 42,850 | 260,950 |
| 6                 | Yann Rayepin              | 14,350 | 13,300 | –      | 15,900 | 13,950 | –      | 260,950 |
| 6                 | Samir Ait Said            | 14,650 | –      | 15,200 | 15,625 | –      | 13,450 | 260,950 |
| 6                 | Quentin Signori           | –      | 13,450 | 14,200 | –      | 13,800 | 14,100 | 260,950 |
| 6                 | Axel Augis                | 14,650 | 12,550 | 14,200 | 15,700 | 14,450 | 14,700 | 260,950 |
| 6                 | Jim Zona                  | 14,450 | 13,250 | 13,450 | 15,150 | 14,300 | 14,050 | 260,950 |
| 7                 | Dél-Korea                 | 43,750 | 43,450 | 39,400 | 47,050 | 43,400 | 43,200 | 260,250 |
| 7                 | Jo Jaeyun                 | 14,400 | –      | 12,400 | 15,500 | –      | 14,00  | 260,250 |
| 7                 | Nam Young Il              | –      | 14,050 | 12,650 | –      | 14,600 | 14,350 | 260,250 |
| 7                 | Shin Dong Hyen            | 14,700 | 14,850 | –      | 16,00  | 14,600 | –      | 260,250 |
| 7                 | Lee Hyeok Jung            | 14,650 | 14,550 | 13,650 | 15,550 | 14,150 | 14,400 | 260,250 |
| 7                 | Wang Wonyeong             | 12,950 | 13,500 | 13,100 | 14,950 | 14,200 | 14,450 | 260,250 |
| 8                 | Oroszország               | 43,200 | 39,000 | 42,550 | 46,700 | 43,000 | 43,600 | 258,050 |
| 8                 | Anton Nyudakin            | 14,300 | 11,400 | 14,100 | 15,450 | 14,100 | 13,000 | 258,050 |
| 8                 | Pavel Russzinjak          | 14,400 | 13,300 | 14,400 | 15,700 | 14,450 | 14,700 | 258,050 |
| 8                 | Alekszandr Gyemin         | 14,500 | 13,550 | –      | 14,650 | –      | 14,400 | 258,050 |
| 8                 | Kirill Ignatyenkov        | 13,950 | 12,150 | 14,050 | 15,550 | 14,450 | 14,500 | 258,050 |
| 8                 | Alekszandr Fafaskin       | –      | –      | 14,000 | –      | 13,800 | –      | 258,050 |
| [...]             |                           |        |        |        |        |        |        |         |
| 16                | Magyarország              | 39,700 | 40,850 | 36,650 | 44,900 | 42,000 | 39,450 | 245,550 |
| 16                | Vlacsil Attila            | 12,950 | 12,550 | 14,750 | 15,750 | 13,750 | 12,800 | 245,550 |
| 16                | Vecsernyés Dávid          | 13,450 | 13,400 | 10,800 | 14,650 | 13,750 | 14,100 | 245,550 |
| 16                | Hidvégi Vid               | 13,300 | 14,900 | 13,100 | 14,500 | 14,500 | 12,550 | 245,550 |
| [...]             |                           |        |        |        |        |        |        |         |
| 26                | Ciprus                    | 12,600 | 21,750 | 26,200 | 42,950 | 14,500 | 27,500 | 145,500 |
| 26                | Dimitris Krasias          | 12,600 | 13,050 | 13,700 | 14,600 | 14,500 | 13,500 | 145,500 |
| 26                | Constantinos Aristotelous | –      | 0,000  | 0,000  | 14,350 | 0,000  | 14,000 | 145,500 |
| 26                | Panagiotis Aristotelous   | –      | 8,700  | 12,500 | 14,000 | 0,000  | 0,000  | 145,500 |

#### Egyéni összetett
Az élcsoport eredménye:
| #     | tornász                                      |        |        |        |        |        |        | össz.  |
| ----- | -------------------------------------------- | ------ | ------ | ------ | ------ | ------ | ------ | ------ |
|       | Mikola Kukszenkov · Ukrajna                  | 14,800 | 14,900 | 14,200 | 15,650 | 14,550 | 14,950 | 89,050 |
|       | Jamamoto Masajosi · Japán                    | 14,750 | 14,550 | 14,100 | 15,250 | 15,550 | 14,700 | 88,900 |
|       | Nathan Gafuik · Kanada                       | 14,850 | 13,450 | 13,800 | 16,050 | 15,050 | 15,150 | 88,350 |
| 4     | Liu Zsung-ping · Kína                        | 14,400 | 14,850 | 14,150 | 15,700 | 14,350 | 14,250 | 87,700 |
| 5     | Lee Hyeok Jung · Dél-Korea                   | 14,050 | 14,750 | 13,850 | 15,450 | 14,500 | 14,150 | 86,750 |
| 6     | Sztyepan Gorbacsev · Kazahsztán              | 14,600 | 13,200 | 13,900 | 15,650 | 14,200 | 14,350 | 85,900 |
| 7     | Casey Sandy · Kanada                         | 14,550 | 14,150 | 13,050 | 15,400 | 14,400 | 14,250 | 85,800 |
| 8     | Javier Gómez Fuertes · Spanyolország         | 14,750 | 12,850 | 14,400 | 15,500 | 14,750 | 13,450 | 85,700 |
| 8     | Matthew Johnathon Firth · Egyesült Királyság | 14,700 | 14,200 | 13,750 | 15,450 | 14,100 | 13,500 | 85,700 |
| 10    | Axel Augis · Franciaország                   | 14,500 | 12,550 | 13,950 | 15,600 | 14,800 | 14,050 | 85,450 |
| [...] |                                              |        |        |        |        |        |        |        |
| 20    | Vlacsil Attila · Magyarország                | 12,600 | 13,500 | 14,300 | 15,600 | 12,900 | 11,950 | 80,850 |
| [...] |                                              |        |        |        |        |        |        |        |
| 23    | Kirill Ignatyenkov · Oroszország             | 14,700 | 12,900 | 14,000 | 0,000  | 14,400 | 14,800 | 70,800 |

#### Talaj
A finálé eredménye:
| # | tornász                 | ország             | D érték | E érték | büntető | össz.  |
| - | ----------------------- | ------------------ | ------- | ------- | ------- | ------ |
|   | Flavius Koczi           | Románia            | 6,500   | 8,950   |         | 15,450 |
|   | Sedzsima Rjuzo          | Japán              | 6,100   | 9,125   |         | 15,225 |
|   | Jamamoto Soicsi         | Japán              | 5,900   | 9,100   |         | 15,000 |
| 4 | Cristian Bataga         | Románia            | 6,000   | 8,975   |         | 14,975 |
| 4 | Liu Zsung-ping          | Kína               | 5,900   | 9,075   |         | 14,975 |
| 6 | Matthew Johnathon Firth | Egyesült Királyság | 5,600   | 9,125   |         | 14,725 |
| 7 | Nathan Gafuik           | Kanada             | 5,800   | 8,450   |         | 14,250 |
| 8 | Joaquin Ramírez         | Mexikó             | 5,700   | 7,450   |         | 13,150 |

#### Lólengés
Hidvégi Vid a gyakorlat harmadánál megbillent, leesett a szerről és így – 13,500 ponttal – nyolcadikként zárt.
A finálé eredménye:
| # | tornász               | ország       | D érték | E érték | büntető | össz.  |
| - | --------------------- | ------------ | ------- | ------- | ------- | ------ |
|   | Prashanth Sellathurai | Ausztrália   | 6,600   | 9,100   |         | 15,700 |
|   | Donna-Donny Truyens   | Belgium      | 6,500   | 8,675   |         | 15,175 |
|   | Flavius Koczi         | Románia      | 6,600   | 8,550   |         | 15,150 |
| 4 | Sašo Bertoncelj       | Szlovénia    | 6,500   | 8,625   |         | 15,125 |
| 5 | Shin Dong Hyen        | Dél-Korea    | 5,900   | 9,000   |         | 14,900 |
| 6 | Jamamoto Masajosi     | Japán        | 5,900   | 8,725   |         | 14,625 |
| 7 | Lee Hyeok Jung        | Dél-Korea    | 6,000   | 8,525   |         | 14,525 |
| 8 | Hidvégi Vid           | Magyarország | 5,800   | 7,700   |         | 13,500 |

#### Gyűrű
A gyűrű fináléjába Vlacsil Attila – 14,525 ponttal – a nyolcadik helyen zárt.
A finálé eredménye:
| # | tornász            | ország            | D érték | E érték | büntető | össz.  |
| - | ------------------ | ----------------- | ------- | ------- | ------- | ------ |
|   | Arthur Zanetti     | Brazília          | 6,500   | 9,100   |         | 15,600 |
|   | Samir Ait Said     | Franciaország     | 6,800   | 8,700   |         | 15,500 |
|   | Csen Cse-ju        | Kínai Köztársaság | 6,700   | 8,350   |         | 15,050 |
| 4 | Samuel Offord      | Ausztrália        | 6,300   | 8,575   |         | 14,875 |
| 5 | Cristian Bataga    | Románia           | 6,100   | 8,675   |         | 14,775 |
| 6 | Jamamoto Masajosi  | Japán             | 6,100   | 8,650   |         | 14,750 |
| 7 | Hadi Khanari Nejad | Irán              | 6,300   | 8,350   |         | 14,650 |
| 8 | Vlacsil Attila     | Magyarország      | 5,900   | 8,625   |         | 14,525 |

#### Ugrás
A finálé eredménye:
|   | Flavius Koczi           | Románia       | 7,000      | 9,300      | 0,1        | 16,200     | 7,000         | 9,275         |               | 16,275        | 16,237 |
|   | Nathan Gafuik           | Kanada        | 6,600      | 9,600      |            | 16,200     | 6,600         | 9,425         |               | 16,025        | 16,112 |
|   | Cseng Zsan              | Kína          | 7,000      | 8,925      | 0,1        | 15,825     | 7,000         | 9,325         |               | 16,325        | 16,075 |
| 4 | Marius Berbecar         | Románia       | 6,600      | 9,375      |            | 15,975     | 6,600         | 9,225         | 0,1           | 15,725        | 15,850 |
| 5 | Marek Łyszczarz         | Lengyelország | 6,600      | 9,600      |            | 16,200     | 6,600         | 8,475         |               | 15,075        | 15,637 |
| 6 | Olekszandr Jakubovszkij | Ukrajna       | 6,600      | 9,475      |            | 16,075     | 6,600         | 8,200         |               | 14,800        | 15,437 |
| 7 | Oleg Vernyajev          | Ukrajna       | 6,600      | 9,150      | 0,1        | 15,650     | 6,600         | 8,575         | 0,3           | 14,875        | 15,262 |
| 8 | Juan Pablo González     | Chile         | 6,600      | 9,375      | 0,3        | 15,675     | 6,200         | 8,150         |               | 14,350        | 15,012 |
|   |                         |               | első ugrás | első ugrás | első ugrás | első ugrás | második ugrás | második ugrás | második ugrás | második ugrás | össz.  |

____
°° büntető

#### Korlát
A finálé eredménye:
| # | tornász              | ország        | D érték | E érték | büntető | össz.  |
| - | -------------------- | ------------- | ------- | ------- | ------- | ------ |
|   | Vang Kuang-jin       | Kína          | 7,000   | 8,850   |         | 15,850 |
|   | Marius Berbecar      | Románia       | 6,400   | 8,775   |         | 15,175 |
|   | Liu Zsung-ping       | Kína          | 6,500   | 8,675   |         | 15,175 |
| 4 | Javier Gómez Fuertes | Spanyolország | 6,000   | 9,150   |         | 15,150 |
| 5 | Isikava Hiroki       | Japán         | 6,300   | 8,775   |         | 15,075 |
| 6 | Nathan Gafuik        | Kanada        | 5,800   | 9,050   |         | 14,850 |
| 7 | Jamamoto Soicsi      | Japán         | 6,500   | 8,100   |         | 14,600 |
| 8 | Oleg Vernyajev       | Ukrajna       | 6,300   | 8,000   |         | 14,300 |

#### Nyújtó
A finálé eredménye:
| # | tornász           | ország        | D érték | E érték | büntető | össz.  |
| - | ----------------- | ------------- | ------- | ------- | ------- | ------ |
|   | Csen Hszüe-csang  | Kína          | 6,900   | 8,975   |         | 15,875 |
|   | Mikola Kukszenkov | Ukrajna       | 6,800   | 8,750   |         | 15,550 |
|   | Isikava Hiroki    | Japán         | 6,700   | 8,800   |         | 15,500 |
| 4 | Nathan Gafuik     | Kanada        | 6,700   | 8,575   |         | 15,275 |
| 5 | Axel Augis        | Franciaország | 6,000   | 8,850   |         | 14,850 |
| 6 | Vlad Cotuna       | Románia       | 6,400   | 8,425   |         | 14,825 |
| 7 | Liu Zsung-ping    | Kína          | 7,000   | 7,775   |         | 14,775 |
| 8 | Jamamoto Soicsi   | Japán         | 6,700   | 7,350   |         | 14,050 |

### Nők

#### Csapat összetett
Az élcsoport eredménye:
| #                        | csapat             |        |        |        |        | össz.   |
| ------------------------ | ------------------ | ------ | ------ | ------ | ------ | ------- |
|                          | Japán              | 40,300 | 43,400 | 41,000 | 40,500 | 165,200 |
| Imanisi Juma             | –                  | 13,400 | –      | –      |        | 165,200 |
| Jamagisi Mai             | 13,500             | 14,350 | 13,700 | 13,500 |        | 165,200 |
| Osima Kjoko              | 13,300             | 14,100 | 12,400 | 13,400 |        | 165,200 |
| Minobe Ju                | 13,300             | 14,950 | 14,100 | 13,200 |        | 165,200 |
| Mukumoto Keiko           | 13,400             | –      | 13,200 | 13,600 |        | 165,200 |
|                          | Ukrajna            | 40,250 | 40,650 | 44,150 | 39,550 | 164,600 |
| Marina Kosztjucsenko     | 13,450             | 13,400 | 13,600 | 13,200 |        | 164,600 |
| Anasztaszija Koval       | 12,850             | –      | 14,700 | –      |        | 164,600 |
| Valentina Holenkova      | –                  | –      | –      | –      |        | 164,600 |
| Angelina Kusla           | 13,450             | 13,600 | 14,100 | 13,000 |        | 164,600 |
| Jana Demjancsuk          | 12,650             | 13,650 | 15,350 | 13,350 |        | 164,600 |
|                          | Oroszország        | 40,950 | 40,550 | 39,950 | 40,700 | 162,150 |
| Irina Szazonova          | 13,500             | 13,850 | 12,400 | 13,400 |        | 162,150 |
| Alena Poljan             | 13,525             | 13,250 | 14,000 | 13,700 |        | 162,150 |
| Julija Lohecsko          | –                  | –      | 12,850 | 12,700 |        | 162,150 |
| Anna Mizdrikova          | 13,750             | 13,450 | 13,100 | –      |        | 162,150 |
| Jekatyerina Szkorodumova | 13,700             | 12,450 | –      | 13,600 |        | 162,150 |
| 4                        | Dél-Korea          | 40,950 | 38,800 | 38,500 | 39,850 | 158,100 |
| 4                        | Han Eun Bi         | –      | –      | 12,150 | –      | 158,100 |
| 4                        | Jo Hyunjoo         | 13,800 | 13,950 | 14,150 | 13,600 | 158,100 |
| 4                        | Cha Myeong Ji      | 13,350 | 12,650 | 12,150 | 12,850 | 158,100 |
| 4                        | Kang Hye Ji        | 13,500 | 11,200 | 12,200 | 13,400 | 158,100 |
| 4                        | Han Youn Suk       | 12,600 | 12,200 | –      | 12,800 | 158,100 |
| 5                        | Szlovénia          | 39,000 | 36,200 | 39,100 | 39,050 | 153,350 |
| 5                        | Carmen Horvat      | –      | 12,000 | 12,450 | –      | 153,350 |
| 5                        | Adela Šajn         | 13,000 | 10,850 | 13,250 | 13,400 | 153,350 |
| 5                        | Ivana Kamnikar     | 12,750 | 11,950 | 13,400 | 12,550 | 153,350 |
| 5                        | Tina Ribič         | 12,850 | –      | –      | 12,400 | 153,350 |
| 5                        | Saša Golob         | 13,250 | 12,250 | 11,450 | 13,100 | 153,350 |
| 6                        | Kínai Köztársaság  | 35,450 | 27,500 | 34,100 | 34,750 | 131,800 |
| 6                        | Hszü Si-han        | 11,100 | 8,200  | 10,400 | 10,450 | 131,800 |
| 6                        | Huang Csien-zsung  | 12,125 | 9,150  | 11,100 | 12,550 | 131,800 |
| 6                        | Majliu Hsziang-han | –      | 10,150 | 12,600 | 11,750 | 131,800 |
| [...]                    |                    |        |        |        |        |         |
| …                        | Magyarország       | 13,225 | 11,950 | –      | –      | 25,550  |
| …                        | Nagy Orsolya       | 13,225 | 11,950 | –      | –      | 25,550  |
| [...]                    |                    |        |        |        |        |         |

#### Egyéni összetett
Az élcsoport eredménye:
| #     | tornász                           |        |        |        |        | össz.  |
| ----- | --------------------------------- | ------ | ------ | ------ | ------ | ------ |
|       | Hsziao Kang-csün · Kína           | 13,700 | 15,000 | 14,200 | 13,800 | 56,700 |
|       | Jamagisi Mai · Japán              | 13,600 | 14,250 | 14,350 | 13,900 | 56,100 |
|       | Alena Poljan · Oroszország        | 13,800 | 13,150 | 14,200 | 14,200 | 55,350 |
| 4     | Minobe Ju · Japán                 | 13,050 | 13,600 | 14,250 | 13,550 | 54,450 |
| 5     | Kristýna Pálešová · Csehország    | 12,600 | 14,050 | 13,650 | 13,100 | 53,400 |
| 6     | Jana Šikulová · Csehország        | 12,550 | 13,850 | 13,300 | 13,350 | 53,050 |
| 7     | Irina Szazonova · Oroszország     | 13,500 | 12,600 | 13,350 | 13,550 | 53,000 |
| 8     | Jana Demjancsuk · Ukrajna         | 12,750 | 12,650 | 13,950 | 13,150 | 52,500 |
| 9     | Monika Frandofert · Lengyelország | 13,200 | 12,850 | 12,900 | 12,800 | 51,750 |
| 10    | Barbara Gasser · Ausztria         | 13,300 | 13,200 | 12,250 | 12,600 | 51,350 |
| [...] |                                   |        |        |        |        |        |
| 21    | Angelina Kusla · Ukrajna          | –      | 3,850  | –      | –      | 3,850  |

#### Ugrás
A finálé eredménye:
|   | Jo Hyunjoo           | Dél-Korea    | 5,600      | 8,625      |            | 14,225     | 5,000         | 8,950         |               | 13,950        | 14,087 |
|   | Anna Mizdrikova      | Oroszország  | 5,000      | 8,700      |            | 13,700     | 5,200         | 8,700         |               | 13,900        | 13,800 |
|   | Alena Poljan         | Oroszország  | 5,000      | 8,675      |            | 13,675     | 5,200         | 8,425         |               | 13,625        | 13,650 |
|   | Wong Hiu Ying Angel  | Hongkong     | 5,200      | 8,450      |            | 13,650     | 5,000         | 8,650         |               | 13,650        | 13,650 |
| 5 | Marina Kosztjucsenko | Ukrajna      | 5,400      | 8,500      |            | 13,900     | 4,600         | 8,650         |               | 13,250        | 13,575 |
| 5 | Tijana Tkalčec       | Horvátország | 5,000      | 8,650      |            | 13,650     | 5,000         | 8,500         |               | 13,500        | 13,575 |
| 7 | Mukumoto Keiko       | Japán        | 4,800      | 8,775      |            | 13,575     | 4,600         | 8,725         |               | 13,325        | 13,450 |
| 8 | Angelina Kusla       | Ukrajna      | 5,000      | 7,775      |            | 12,775     | 5,000         | 8,575         |               | 13,575        | 13,175 |
|   |                      |              | első ugrás | első ugrás | első ugrás | első ugrás | második ugrás | második ugrás | második ugrás | második ugrás | össz.  |

____
°° büntető

#### Felemás korlát
A finálé eredménye:
| # | tornász           | ország      | D érték | E érték | büntető | össz.  |
| - | ----------------- | ----------- | ------- | ------- | ------- | ------ |
|   | Minobe Ju         | Japán       | 6,200   | 8,275   |         | 14,475 |
|   | Jamagisi Mai      | Japán       | 5,800   | 8,450   |         | 14,250 |
|   | Angelina Kusla    | Ukrajna     | 5,600   | 8,250   |         | 13,850 |
| 4 | Jana Demjancsuk   | Ukrajna     | 5,800   | 8,025   |         | 13,825 |
| 5 | Kuan Ven-li       | Kína        | 5,300   | 8,300   |         | 13,600 |
| 6 | Irina Szazonova   | Oroszország | 5,600   | 7,875   |         | 13,475 |
| 7 | Kristýna Pálešová | Csehország  | 5,600   | 7,350   |         | 12,950 |
| 8 | Jo Hyunjoo        | Dél-Korea   | 0,000   | 0,000   |         | 0,000  |

#### Gerenda
A finálé eredménye:
| # | tornász            | ország      | D érték | E érték | büntető | össz.  |
| - | ------------------ | ----------- | ------- | ------- | ------- | ------ |
|   | Minobe Ju          | Japán       | 5,800   | 8,675   |         | 14,475 |
|   | Kuan Ven-li        | Kína        | 6,400   | 7,600   |         | 14,000 |
|   | Jamagisi Mai       | Japán       | 5,800   | 8,025   |         | 13,825 |
| 4 | Jana Demjancsuk    | Ukrajna     | 6,300   | 7,500   |         | 13,800 |
| 5 | Hsziao Kang-csün   | Kína        | 5,500   | 8,275   | 0,1     | 13,675 |
| 6 | Jo Hyunjoo         | Dél-Korea   | 5,500   | 7,850   |         | 13,350 |
| 7 | Anasztaszija Koval | Ukrajna     | 6,000   | 7,050   |         | 13,050 |
| 8 | Alena Poljan       | Oroszország | 5,400   | 7,150   |         | 12,550 |

#### Talaj
A finálé eredménye:
| # | tornász                  | ország      | D érték | E érték | büntető | össz.  |
| - | ------------------------ | ----------- | ------- | ------- | ------- | ------ |
|   | Alena Poljan             | Oroszország | 5,800   | 8,525   |         | 14,325 |
|   | Mukumoto Keiko           | Japán       | 5,200   | 8,525   |         | 13,725 |
|   | Hsziao Kang-csün         | Kína        | 5,300   | 8,175   |         | 13,475 |
| 4 | Adela Šajn               | Szlovénia   | 5,000   | 8,450   |         | 13,450 |
| 5 | Jo Hyunjoo               | Dél-Korea   | 5,300   | 7,975   |         | 13,275 |
| 6 | Jekatyerina Szkorodumova | Oroszország | 5,100   | 8,325   | 0,6     | 12,825 |
| 7 | Jamagisi Mai             | Japán       | 5,300   | 7,675   | 0,3     | 12,675 |
| 8 | Kang Hye Ji              | Dél-Korea   | 4,900   | 6,100   |         | 11,000 |